# میخائیل یکم، امپراتور بیزانس
میخائیل یکم یا میخائیل یکم رانگابه (به یونانی: Μιχαήλ Α΄ Ραγκαβές) (به انگلیسی: Michael I Rangabes)(درگذشتهٔ ۱۱ ژانویه ۸۴۴) امپراتور بیزانس از ۸۱۱ تا ۸۱۳ بود.

## زندگی‌نامه

### سال‌های نخستین و رسیدن به امپراتوری
میخائیل داماد نیکه‌فروس یکم، امپراتور وقت بیزانس بود. نیکه‌فروس در ۸۱۱ و علی‌رغم درخواست‌های متوالی کروم، خان بلغارستان برای صلح به بلغارستان لشکرکشی کرد که نتیجه‌ای فاجعه‌بار داشت. نیروهای بیزانسی از بلغارها شکست خورده و نیکه‌فروس و بیشتر سپاهیانش به دست آنها کشته شدند. استوراکیوس، پسر نیکه‌فروس که به‌شدت مجروح شده بود توانست از میدان جان به‌در برده و جانشین پدرش شود. اما علی‌رغم این موضوع میخائیل طی کودتایی او را برکنار و خود با عنوان میخائیل یکم بر تخت امپراتوری بیزانس نشست.

### دوران حکومت
میخائیل یکم در دوران حکومتش تحت نفوذ اسقف تئودور استادیتز، حمایت خود را از استفاده از تصاویر یا شمایل‌های مذهبی اعلام داشت. او شارلمانی را به‌عنوان امپراتور امپراتوری مقدس روم در مقابل واگذاری ونیز و دیگر شهرهای حاشیهٔ دریای آدریاتیک به امپراتوری بیزانس به‌رسمیت شناخت. او همچنین به سیاست ریاضت مالی نیکه‌فروس پایان بخشید.

### درگیری با بلغارها
در ۸۱۲ کروم، خان بلغار شهر دولتوس در بیزانس را به اشغال خود درآورد و ساکنانش را به بلغارستان برد. میخائیل که در این زمان درگیر مقابله با شورشی از سوی شمایل‌شکنانی بود که می‌خواستند او را برکنار کرده و یکی از پسران امپراتور پیشین کنستانتین پنجم را جایگزین او نمایند نتوانست بلافاصله در این باره وارد عمل شود. او سرانجام موفق به سرکوب این شورش شد و در همین زمان کروم نیز به او پیشنهاد صلح داد. اما شرایطی که بلغارها برای برقراری صلح پیشنهاد داده بودند مورد تأیید اسقف تئودور استادیتز قرار نگرفت و بنا به توصیهٔ او، میخائیل پاسخ رد به درخواست بلغارها داد. این موضوع سبب شد تا بلغارها بار دیگر حملاتشان را از سر گرفته و در نوامبر ۸۱۲ شهر مسمبریا را نیز به اشغال خود درآورند.

### برکناری از قدرت
یک سال بعد میخائیل موفق به شکست بلغارها در چندین درگیری شد اما پس از آنکه نیروهای یکی از فرماندهانش به نام لئوی ارمنی او را ترک نمودند، در ۲۲ ژوئن ۸۱۳ و در نبرد ورسینیکیا در نزدیکی ادیرنه از بلغارها شکست خورد. لئو سپس میخائیل را از قدرت برکنار کرده و خود با عنوان لئوی پنجم بر تخت امپراتوری بیزانس نشست.
میخائیل سپس در یکی از صومعه‌های پرینسز آیلند گوشه‌نشین شد و در ۱۱ ژانویهٔ ۸۴۴ درگذشت.